# Liga de Campeones de la EHF 1995-96
La Liga de Campeones de la EHF 1995-96 es la 36ª edición de la competición. Comenzó el 3 de septiembre de 1995 y concluyó el 22 de abril de 1996. En la final de la misma el Fútbol Club Barcelona derrotó por un global de 46-38 al Elgorriaga Bidasoa.

## Primera ronda
3 y 9 de septiembre de 1995 (ida) - 9 y 10 de septiembre de 1995 (vuelta)
| Equipo 1          | Agr.  | Equipo 2           | Ida   | Vuelta |
| ----------------- | ----- | ------------------ | ----- | ------ |
| Partizan Belgrado | 58:41 | Agro VTJ Topolcany | 28:22 | 30:19  |
| Dinamo Bucuresti  | 44:45 | Borec Titov Veles  | 26:18 | 18:27  |
| HC Kehra Tallinn  | 44:60 | GTU Tbilisi        | 23:25 | 21:35  |

## Dieciseisavos de final
7/8 y 13/14 de octubre de 1995 (ida) - 14 y 15 de octubre de 1996 (vuelta)
| Equipo 1              | Agr.  | Equipo 2              | Ida   | Vuelta |
| --------------------- | ----- | --------------------- | ----- | ------ |
| ABC Braga             | 64:39 | Hapoël Rishon LeZion  | 37:17 | 30:22  |
| Fotex Veszprém SE     | 67:33 | HC Berchem            | 31:20 | 36:13  |
| Banka Croatia Zagreb  | 53:44 | Cankaya Bel. Ankara   | 28:18 | 25:26  |
| GO Gudme              | 52:47 | Partizan Beograd      | 34:21 | 18:26  |
| FC Barcelona          | 70:39 | GTU Tbilisi           | 40:19 | 30:20  |
| Montpellier HB        | 49:43 | Dukla Praha           | 25:24 | 24:19  |
| Elgorriaga Bidasoa    | 50:35 | Borec Titov Veles     | 25:20 | 25:15  |
| THW Kiel              | 45:30 | Initia H.C. Hasselt   | 27:13 | 18:17  |
| Celje Pivovarna Lasko | 73:32 | HC Lyulin Sofia       | 38:16 | 35:16  |
| Filippos Veria        | 42:49 | ZTR Zaporiyia         | 23:19 | 19:30  |
| SKA Minsk             | 61:46 | BK-46 Karis           | 34:24 | 27:22  |
| Valur Reykjavik       | 44:43 | CSKA Moscú            | 23:23 | 21:20  |
| ASKÖ Linde Linz       | 47:43 | Petrochemia Płock     | 29:18 | 18:25  |
| Granitas Kaunas       | 53:45 | ID Runar Sandefjord   | 29:19 | 24:26  |
| Principe Trieste      | 55:43 | Thrifty Aalsmeer      | 26:18 | 29:25  |
| Pfadi Winterthur      | 42:42 | Redbergslids Göteborg | 24:16 | 18:26  |

## Octavos de final
11 de noviembre de 1995 (ida) - 18 y 19 de noviembre de 1995 (vuelta)
| Equipo 1              | Agr.  | Equipo 2             | Ida   | Vuelta |
| --------------------- | ----- | -------------------- | ----- | ------ |
| SKA Minsk             | 47:51 | GO Gudme             | 26:23 | 21:28  |
| ZTR Zaporozhye        | 32:43 | Elgorriaga Bidasoa   | 15:19 | 17:24  |
| Granitas Kaunas       | 42:50 | THW Kiel             | 21:26 | 21:24  |
| ASKÖ Linde Linz       | 47:62 | FC Barcelona         | 30:27 | 17:35  |
| Celje Pivovarna Lasko | 45:46 | Banka Croatia Zagreb | 25:21 | 20:25  |
| Pfadi Winterthur      | 53:46 | Montpellier HB       | 27:23 | 26:23  |
| Valur Reykjavik       | 50:52 | ABC Braga            | 25:23 | 25:29  |
| Principe Trieste      | 38:44 | Fotex Veszprém SE    | 22:23 | 16:21  |

## Fase de grupos
| Colores de la tabla                            |
| ---------------------------------------------- |
| Equipos que se clasifican a la siguiente ronda |
| Equipos eliminados de Europa                   |

### Grupo A
| Pos. | Equipo             | Pts. | PJ | G | E | P | GF  | GC  | Dif. | Clasificación |
| ---- | ------------------ | ---- | -- | - | - | - | --- | --- | ---- | ------------- |
| 1    | Elgorriaga Bidasoa | 12   | 6  | 4 | 0 | 2 | 154 | 136 | +18  |               |
| 2    | THW Kiel           | 9    | 6  | 3 | 0 | 3 | 151 | 148 | +3   |               |
| 3    | Fotex Veszprém SE  | 9    | 6  | 3 | 0 | 3 | 147 | 144 | +3   |               |
| 4    | ABC Braga          | 6    | 6  | 2 | 0 | 4 | 129 | 153 | −24  |               |

 Fuente: 
| 16.01.1996 | Fotex Veszprém SE  | 28 | 29 | Elgorriaga Bidasoa |
| 16.01.1996 | ABC Braga          | 22 | 26 | THW Kiel           |
| 24.01.1996 | THW Kiel           | 28 | 25 | Fotex Veszprém SE  |
| 24.01.1996 | Elgorriaga Bidasoa | 27 | 16 | ABC Braga          |
| 07.02.1996 | Elgorriaga Bidasoa | 30 | 27 | THW Kiel           |
| 08.02.1996 | ABC Braga          | 27 | 24 | Fotex Veszprém SE  |
| 13.02.1996 | Fotex Veszprém SE  | 23 | 21 | THW Kiel           |
| 14.02.1996 | ABC Braga          | 18 | 27 | Elgorriaga Bidasoa |
| 19.03.1996 | THW Kiel           | 25 | 26 | ABC Braga          |
| 20.03.1996 | Elgorriaga Bidasoa | 19 | 23 | Fotex Veszprém SE  |
| 25.03.1996 | Fotex Veszprém SE  | 20 | 24 | ABC Braga          |
| 27.03.1996 | THW Kiel           | 24 | 22 | Elgorriaga Bidasoa |

### Grupo B
| Pos. | Equipo               | Pts. | PJ | G | E | P | GF  | GC  | Dif. | Clasificación |
| ---- | -------------------- | ---- | -- | - | - | - | --- | --- | ---- | ------------- |
| 1    | FC Barcelona         | 13   | 6  | 4 | 1 | 1 | 167 | 135 | +32  |               |
| 2    | Pfadi Winterthur     | 9    | 6  | 3 | 0 | 3 | 161 | 164 | −3   |               |
| 3    | Banka Croatia Zagreb | 7    | 6  | 2 | 1 | 3 | 138 | 144 | −6   |               |
| 4    | GO Gudme             | 5    | 6  | 1 | 2 | 3 | 136 | 159 | −23  |               |

 Fuente: 
| 17.01.1996 | GOG Gudme            | 21 | 21 | Croatia Banka Zagreb |
| 18.01.1996 | Pfadi Winterthur     | 29 | 26 | FC Barcelona         |
| 23.01.1996 | Croatia Banka Zagreb | 29 | 23 | Pfadi Winterthur     |
| 24.01.1996 | FC Barcelona         | 35 | 23 | GOG Gudme            |
| 07.02.1996 | GOG Gudme            | 26 | 23 | Pfadi Winterthur     |
| 08.02.1996 | FC Barcelona         | 26 | 16 | Croatia Banka Zagreb |
| 14.02.1996 | GOG Gudme            | 22 | 22 | FC Barcelona         |
| 14.02.1996 | Pfadi Winterthur     | 30 | 25 | Croatia Banka Zagreb |
| 19.03.1996 | Croatia Banka Zagreb | 26 | 21 | GOG Gudme            |
| 20.03.1996 | FC Barcelona         | 35 | 24 | Pfadi Winterthur     |
| 26.03.1996 | Croatia Banka Zagreb | 21 | 23 | FC Barcelona         |
| 27.03.1996 | Pfadi Winterthur     | 32 | 23 | GOG Gudme            |

## Final
12 de abril (ida) - 19 de abril (vuelta)
| Equipo 1     | Total | Equipo 2           | 1.º partido | 2.º partido |
| ------------ | ----- | ------------------ | ----------- | ----------- |
| FC Barcelona | 46:38 | Elgorriaga Bidasoa | 23:15       | 23:23       |